# القراضي (حزم العدين)

تعديل مصدري - تعديل

القراضي محلة تابعة لقرية عران، التابعة لعزلة بني الفخر بمديرية حزم العدين إحدى مديريات محافظة إب في الجمهورية اليمنية، بلغ تعداد سكانها 33 حسب تعداد اليمن لعام 2004.